# Simfonia núm. 5 (Brotons)
La Simfonia núm. 5 Mundus Noster, op. 117, va ser composta per Salvador Brotons l'estiu de 2010. Es va estrenar l'11 de març de 2011 a l'Auditori de Barcelona per l'Orquestra Simfònica de Barcelona i Nacional de Catalunya, que en va fer la comissió, dirigida per Paul Polivnik. Té una durada d'uns 33 minuts.

## Moviments
La simfonia consta de quatre moviments. És una composició de naturalesa descriptiva, propera a un poema simfònic. En comptes d'utilitzar les tradicionals indicacions italianes de tempo, cada moviment es defineix mitjançant títols que reflecteixen específicament les seves situacions expressives:
- I. Poder. La pobresa. Ambició
- II. Meditació 1: Hipocresia
- III. Meditació 2: La violència i el creixement dels egos
- IV. Lament depressiu. Esperança. Elevació i excel·lència

Els tres primers moviments representen musicalment els aspectes més foscos de la condició humana, mentre que la secció lenta i final aporta una resolució optimista.
El primer moviment Poder. La pobresa. Ambició, contrasta el poder i la misèria: els metalls i les timbales representen la grandesa, mentre que les cordes, inicialment estàtiques, esdevenen tenses i inquietants. L’ambició emergeix com a resposta a aquest contrast, fusionant els temes precedents en un ritme accelerat que desemboca en un crescendo frenètic que culmina en una explosió sobtada. Recorda, segons Rob Barnett, l’estil de Malcolm Arnold, incorporant elements enriquidors de Constant Lambert, l’energia vigorosa de William Schuman i un toc lleugerament astringent d'Alban Berg.
En el segon moviment Meditació 1: Hipocresia, la música es presenta de forma clara, etèria, evocadora, virtuosa i brillant, presentada amb claredat. S'inicia amb una introducció reflexiva en els violoncels, acompanyada per l'arpa i el vibràfon. Sobtadament, la música canvia per representar la hipocresia amb una polca grotesca i un vals de lirisme enganyós, utilitzant harmonies dissonants per expressar aquest món fals.
El tercer moviment, titulat Meditació 2: Violència, comença com el segon, amb una forma lenta i reflexiva, però aquesta vegada en el registre agut de les cordes (solo de violí i viola) amb una perspectiva més ampla i reflexiva. Segons Barnett, recorda Andrzej Panufnik. L'atmosfera introspectiva i melancòlica també evoca la sensibilitat de Music for orchestra de Lambert. No obstant això, Brotons imprimeix un desenvolupament més àgil i intens, allunyant-se del ritme pausat del compositor polonès-anglès. La calma dels violins dona pas a una irrupció abrupta de percussió amb un ritme insistent i continu, seguida per una secció elegíaca dominada pel metall, abans que la percussió retorni amb un colpidor epíleg tensionat. Reflecteix la violència de les guerres i els conflictes agressius de la humanitat.
El quart moviment, Lament depressiu. Esperança. Elevació i excel·lència contrasta el metall auster amb els violins oscil·lants, creant un efecte eteri que recorda Tobias Broström, segons Barnett. Un tema commovedor a les cordes, amb ecos de Mahler i Arnold, es desenvolupa amb una orquestració subtil i amb diverses fases d'evolució. El moviment s’inicia amb un lament profund, amb l’oboè reclamant justícia enmig d’un caos orquestral. A mesura que la tensió es dissipa, emergeix una melodia serena a les cordes i l’arpa, amb una harmonia més suau i lluminosa. La música ascendeix fins a un final triomfant, on els metalls consoliden un do major resolutiu i poderós que recupera les ombres anteriors, subratllant la dificultat del triomf.

## Instrumentació
- Fusta: 3 flautes (la tercera doblant amb flautí), 3 oboès, 2 clarinets, clarinet baix, contrafagot
- Metall: 4 trompes, 3 trompetes, 3 trombons, 1 tuba
- Percussió: Timbales + 5 percussionistes
- Altres instruments: Arpa
- Corda: Secció de cordes habitual (violins I, violins II, violes, violoncels, contrabaixos)